# Isabell-Breitflügelfledermaus

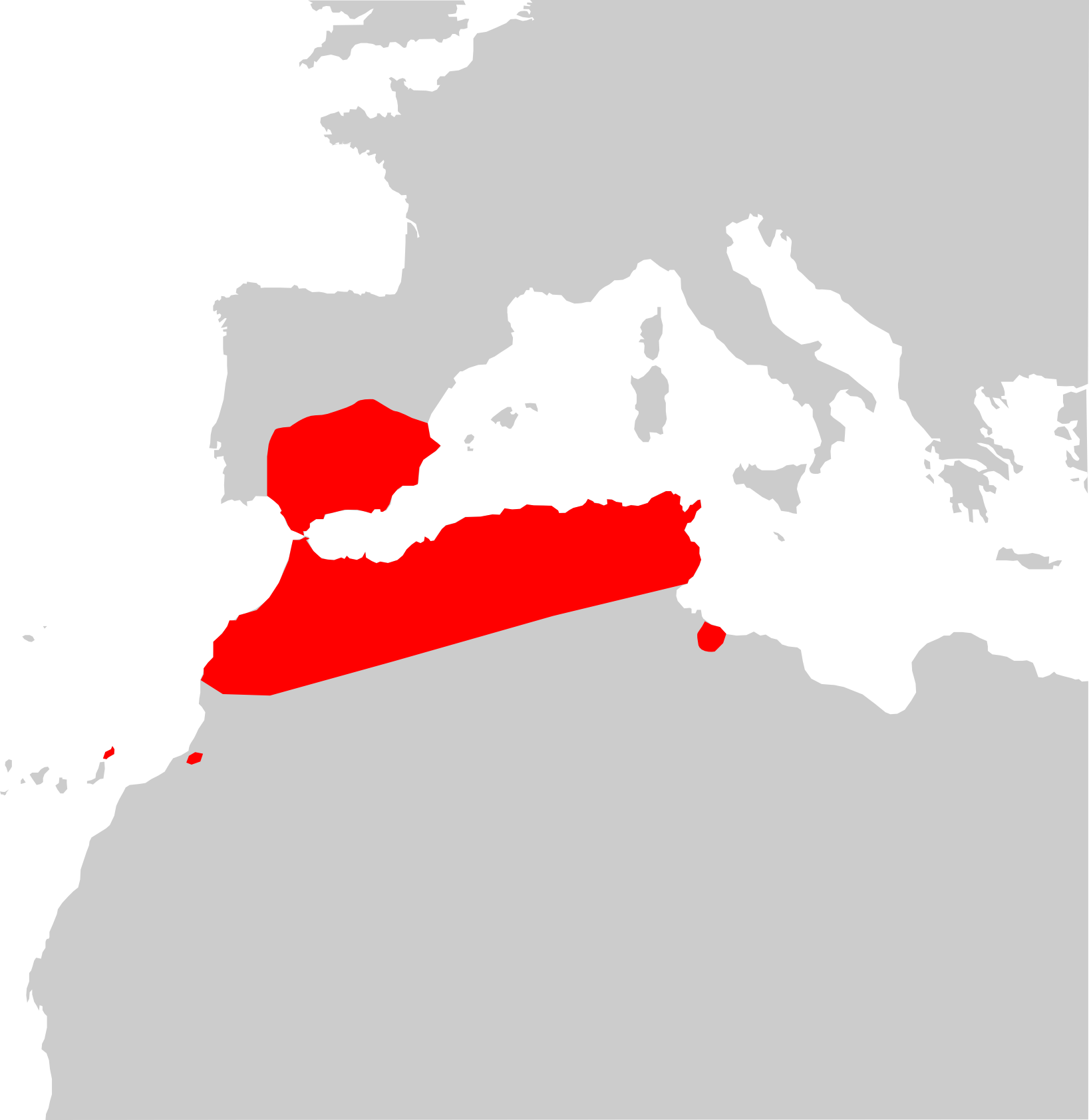
Grobe Skizze des Verbreitungsgebiets

Die Isabell-Breitflügelfledermaus oder Mittelmeer-Breitflügelfledermaus (Eptesicus isabellinus) ist eine Art in der Familie der Glattnasen, die in Ländern des westlichen Mittelmeeres verbreitet ist.

## Taxonomie
Die Population galt längere Zeit als Unterart oder Synonym der eigentlichen Breitflügelfledermaus (Eptesicus serotinus) und wurde nach genetischen Studien in den 2010er Jahren in den Rang einer Art erhoben. Laut einer Studie, welche die mitochondriale DNA der Arten in der Gattung Breitflügelfledermäuse untersuchte, ist die Isabell-Breitflügelfledermaus das Schwestertaxon zu allen anderen Gattungsvertretern aus der alten Welt. Bei Untersuchungen der Gene in den Zellkernen ergab sich jedoch eine nähere Verwandtschaft zur eigentlichen Breitflügelfledermaus und zur Orientalischen Breitflügelfledermaus (Eptesicus pachyomus). Auch letztgenannte Art zählte früher als Unterart der eigentlichen Breitflügelfledermaus.
Der Artzusatz im wissenschaftlichen Namen bezieht sich auf die cremegelbe Farbe des Fells. Diese Fellfarbe wird bei Pferden und verschiedenen anderen Tieren Isabell genannt.

## Merkmale

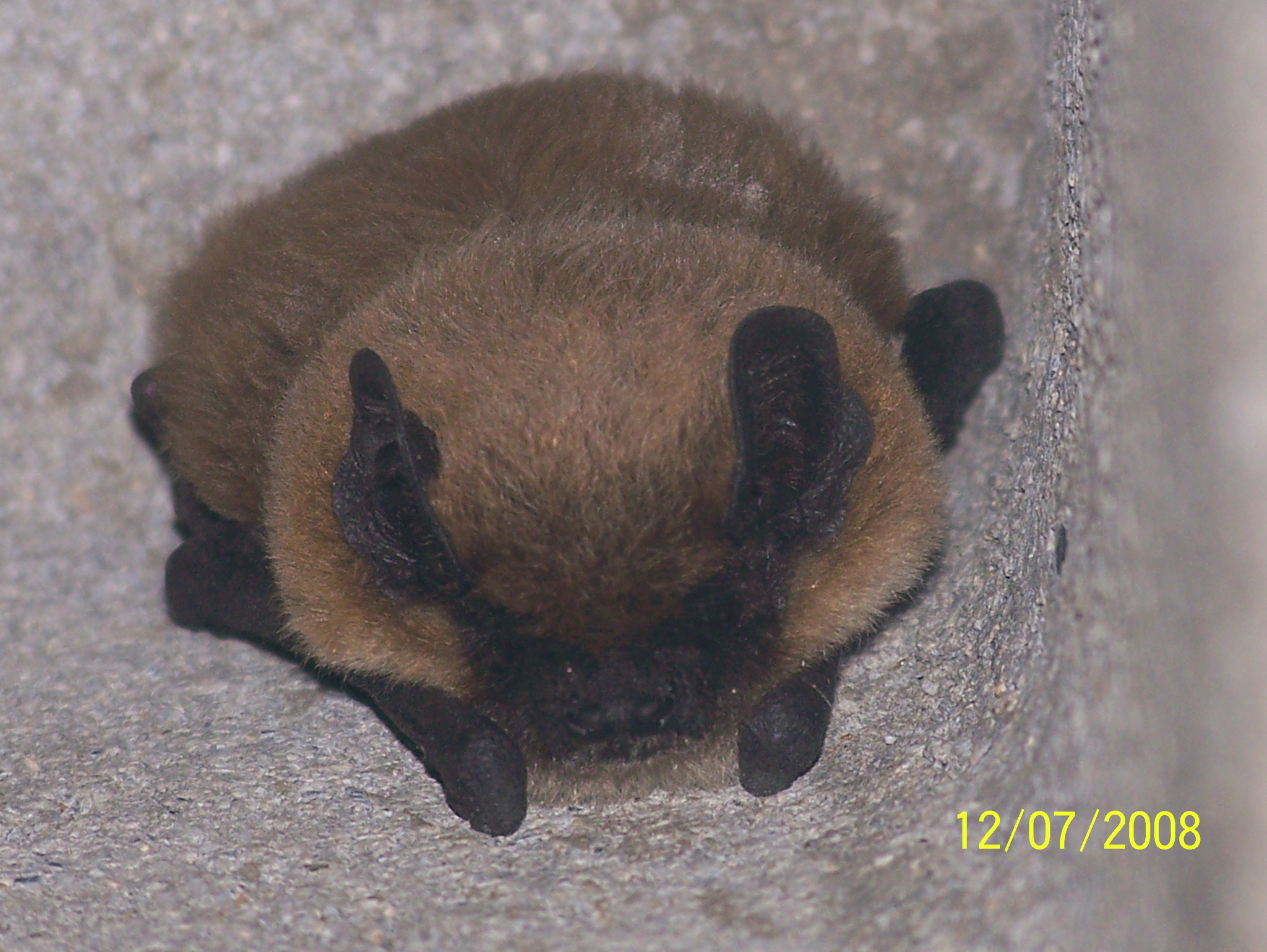

Für erwachsene Exemplare konnten Kopf-Rumpf-Längen von 62 bis 76 mm, Schwanzlängen von 43 bis 56 mm, Unterarmlängen von 44 bis 54 mm sowie ein Gewicht von 15 bis 27 g ermittelt werden, wobei die größeren Maße von Weibchen stammen. Die Hinterfüße sind 9 bis 13 mm lang und die Länge der Ohren beträgt 12 bis 18 mm. Das gelbbraune, cremegelbe bis fast goldfarbene Fell der Oberseite geht ohne deutliche Grenze in das hellere Fell der Unterseite über. Auf dem Rücken sind die Haare nahe der Wurzel etwas dunkler. Der Kopf ist durch eine nackte Schnauze sowie dunkelbraune Wangen und Ohren gekennzeichnet. Bei den annähernd dreieckigen Ohren sind die Ecken abgerundet und die Länge des Tragus entspricht etwa einem Drittel der gesamten Ohrlänge. Die Isabell-Breitflügelfledermaus hat dunkelbraune Flughäute, wobei der Schwanz nur 2 bis 3 Millimeter aus der Schwanzflughaut ragt. Typisch für die Art ist ein kräftiger Fersensporn (Calcar), dessen Länge ungefähr einem Drittel des Abstandes zwischen Fersenspitze und Schwanz entspricht. Wie bei der eigentlichen Breitflügelfledermaus trägt der zweite Schneidezahn der oberen Kieferhälften zwei Kronenspitzen. Der diploide Chromosomensatz enthält 50 Chromosomen.

## Verbreitung
Populationen der Isabell-Breitflügelfledermaus leben im Südosten Portugals, im Süden Spaniens, im Norden Marokkos und Algeriens, in Tunesien sowie im Nordwesten Libyens. Die Art hält sich im Flachland und in Gebirgen bis 1800 Meter Höhe auf. Das Habitat variiert zwischen Halbwüsten, trockenen Wäldern, Gebüschflächen, Ackerland, Gärten und Parks.

## Lebensweise
Diese Fledermaus ruht vorwiegend in Felsspalten, Baumhöhlen, Gebäuden und anderen Bauwerken wie Brücken. Selten liegt das Versteck in Höhlen, Bergbaustollen oder Erdlöchern. Im Gegensatz zur eigentlichen Breitflügelfledermaus gibt es keine getrennten Sommer- und Winterquartiere. Populationen in Regionen mit kalten Wintertagen halten von Oktober bis März Winterschlaf. In Tunesien wurden aktive Individuen das ganze Jahr gesichtet. Die Rufe zur Echoortung lassen sich nur schwer von den Rufen der eigentlichen Breitflügelfledermaus unterscheiden. Bei verschiedenen Populationen kann eine Verwechslung mit den Rufen der Abendsegler (Nyctalus) vorkommen.
Die Isabell-Breitflügelfledermaus fängt ihre Beute meist in der Luft in der Umgebung ihres Verstecks. Verschiedene Individuen wandern innerhalb eines Jahres bis zu 40 km. Dabei können sie die Straße von Gibraltar queren. Manchmal wird die Nahrung vom Boden oder von Pflanzen aufgesammelt. Diese Fledermaus frisst je nach Angebot unterschiedliche Insekten, wie Käfer, Motten, andere Schmetterlinge, Fliegen oder Schnabelkerfe.
Im Zusammenhang mit der Paarung zwischen August und Oktober stoßen die Männchen gelegentlich Lockrufe aus. Nach der Winterruhe bilden die Weibchen Kolonien mit 20 bis 100 Exemplaren, in denen sie von ihren männlichen Artgenossen getrennt sind. Zwischen Ende Mai und Anfang Juni gebären die Weibchen meist Zwillinge. Die geschlechtsbezogenen Kolonien lösen sich Mitte August auf, wenn das Säugen der Jungtiere beendet ist.

## Gefährdung
Exemplare, die in Landwirtschaftsregionen leben, können Schädlingsbekämpfungsmittel mit ihrer Nahrung aufnehmen. Die Isabell-Breitflügelfledermaus kommt in einigen Regionen häufig vor. Auf der Iberischen Halbinsel ist die Art Träger einer abgewandelten Form des Rabiesvirus. Die IUCN listet diese Fledermaus als nicht gefährdet (least concern).